# Miniopterus fuscus
Miniopterus fuscus је врста слепог миша (Chiroptera) из породице вечерњака (Vespertilionidae).

## Распрострањење
Јапан је једино познато природно станиште врсте.

## Станиште
Врста Miniopterus fuscus има станиште на копну.

## Угроженост
Ова врста се сматра угроженом.

### Популациони тренд
Популација ове врсте се смањује, судећи по расположивим подацима.